# Fierrabras
Fierrabras, Op. 796, è un'opera tedesca in tre atti con dialoghi parlati, scritta dal compositore Franz Schubert nel 1823, su libretto di Joseph Kupelwieser, direttore generale del Theater am Kärntnertor (Teatro dell'Opera di Corte di Vienna). Insieme alla precedente Alfonso und Estrella, composta nel 1822, segna il tentativo di Schubert di comporre una grande opera romantica in tedesco, allontanandosi dalla tradizione del Singspiel.

## Storia della composizione

### La commissione

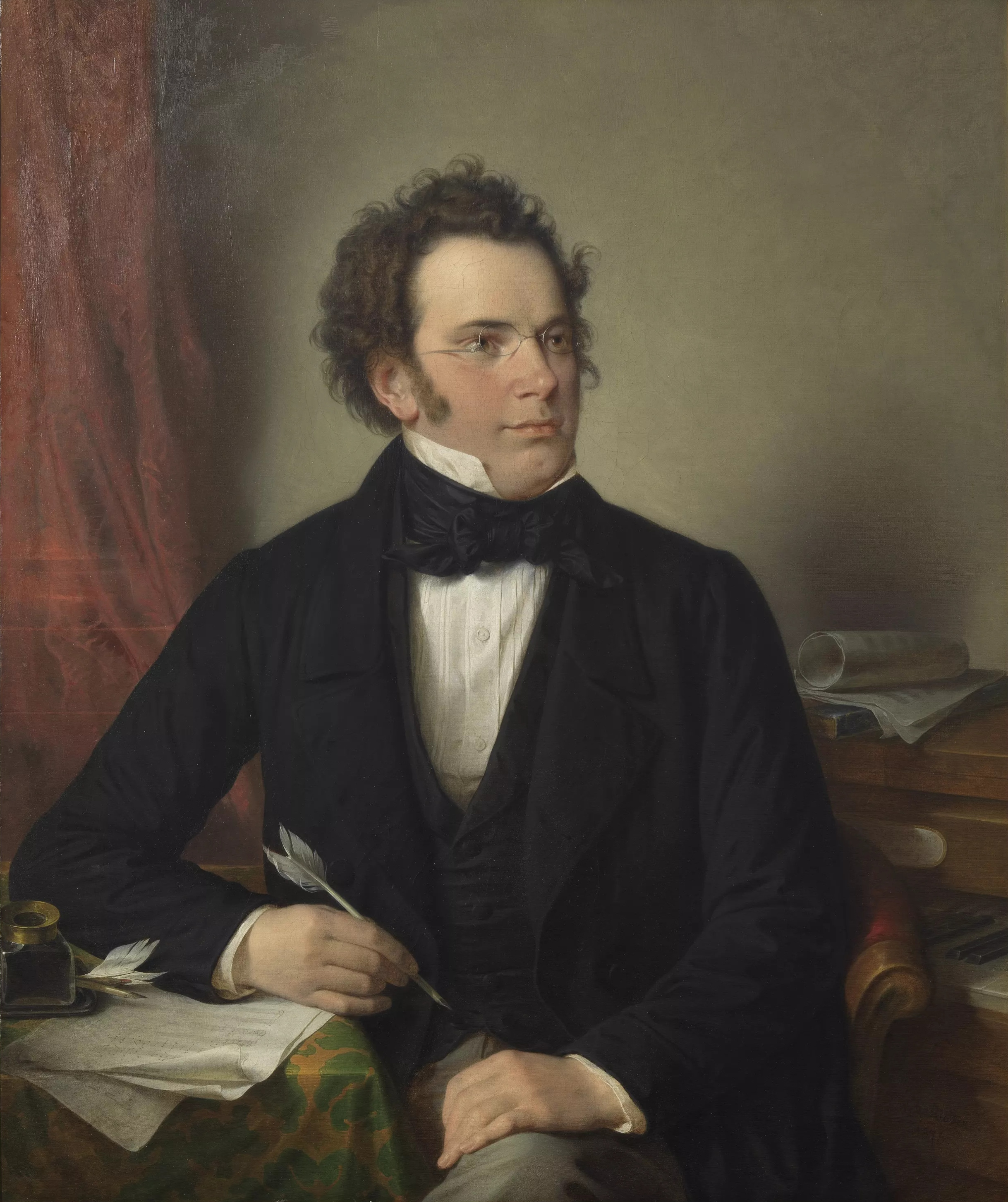
Franz Schubert nel 1825

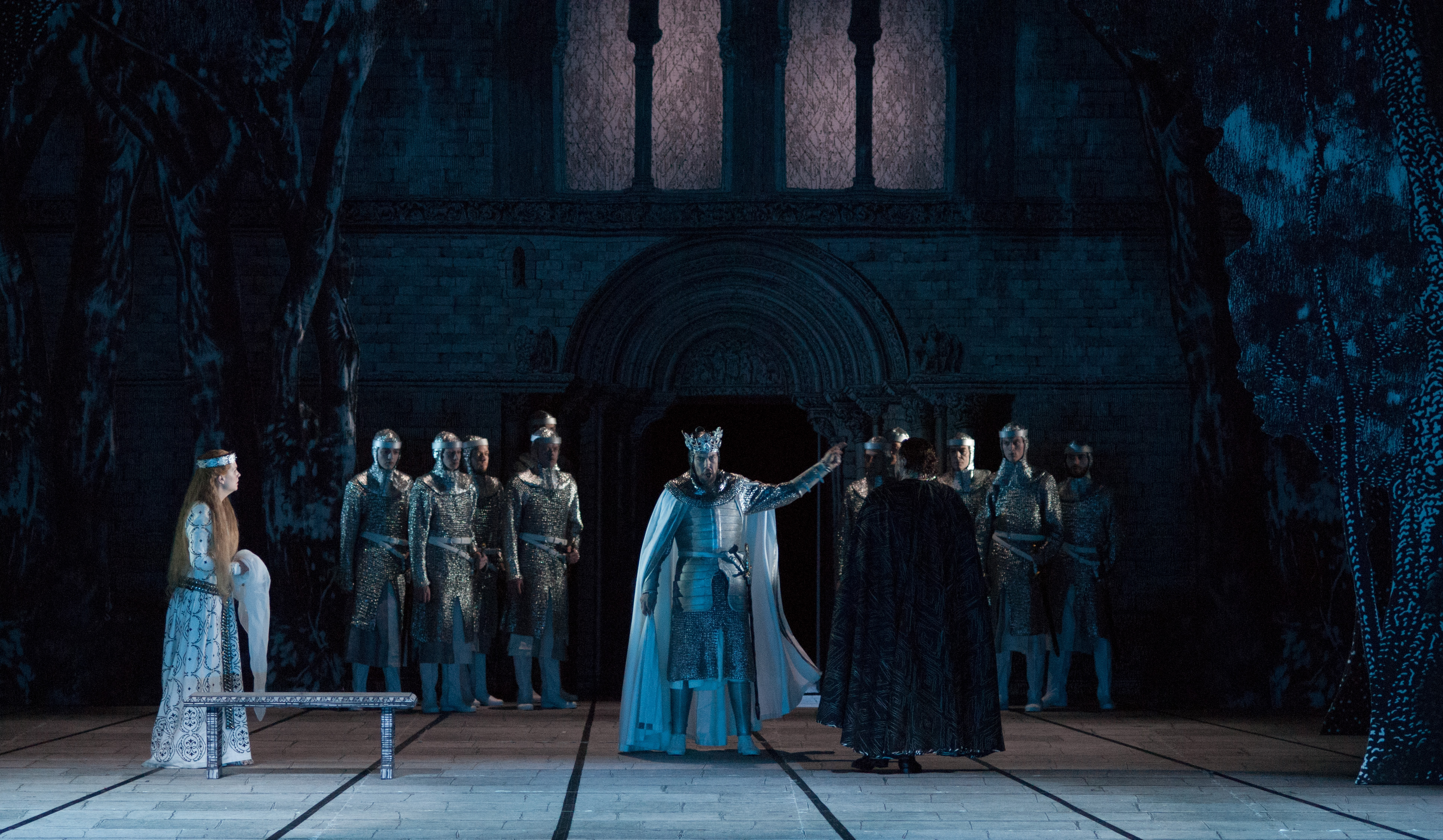
Fierrabras al Festival di Salisburgo 2014

Il Theater am Kärntnertor nel 1822 commissionò opere a Schubert e Carl Maria von Weber nel tentativo di aumentare il numero di opere tedesche nel repertorio. Schubert adempì il suo incarico con Fierrabras, von Weber il suo con Euryanthe. Il direttore teatrale italiano Domenico Barbaja, che aveva rilevato il teatro nel 1821, portò contemporaneamente Rossini a Vienna per supervisionare la produzione di molte delle sue opere al Teatro Kärntnertor. Le opere di Rossini erano così popolari che Euryanthe fu presentata in anteprima nell'ottobre 1823, senza successo, con il conseguente accantonamento dei piani per mettere in scena Fierrabras e le dimissioni di Joseph Kupelwieser come direttore del teatro, lamentando "l'arroganza" da parte di Barbaja. Di conseguenza Schubert non vide mai l'opera in scena, né ricevette il pagamento per il suo lavoro.

### Il libretto
Il libretto di Kupelwieser racconta le avventure del cavaliere moro Fierabras e la sua definitiva conversione al cristianesimo. È basato sulle storie che circondano Carlo Magno, inclusi i racconti di come la sorella di Fierrabras si innamori di uno dei cavalieri di Carlo Magno e dell'interesse amoroso tra la figlia di Carlo Magno, Emma e un altro dei suoi cavalieri, Eginhard. Probabilmente Kupelwieser si era ispirato alle pubblicazioni tedesche dei racconti di Carlo Magno, compresa una traduzione del 1806 La puente de Mantible di Calderón. Notevoli deviazioni dalle fonti inseriscono il nome del principe moresco (Baligant nelle fonti, Boland nel libretto), l'ortografia di Fierrabras (di solito "Fierabras") e l'interesse amoroso della sorella di Fierrabras: Kupelwieser riportava Roland come suo amante, dove le leggende parlano di Gui de Bourgogne.
Kupelwieser, che non aveva una grande esperienza nella scrittura di libretti, presentò il libretto completo alla censura il 21 luglio 1823 e fu approvato il 19 agosto con piccole modifiche, ben dopo che Schubert aveva iniziato a lavorare sulla musica. Dato che Kupelwieser, come direttore del Teatro Kärntnertor, aveva esperienza nel trattare con i censori del Principe Metternich, sembra essersi impegnato nell'autocensura per evitare difficoltà con il libretto. Ad esempio, invece di riferirsi ai partigiani nel dramma come francesi e spagnoli, li etichetta come Franchi e Mori. Fece anche riferimento a una "fede suprema" piuttosto che al cristianesimo.

### La musica
Schubert contrassegnava spesso i suoi manoscritti con date che indicavano quando ci lavorava. I manoscritti di quest'opera riportano le seguenti date:
- Atto 1: 25 - 30 maggio 1823
- Atto 2: 31 maggio - 5 giugno 1823
- Atto 3: 7 giugno - 26 settembre 1823
- Ouverture: 2 ottobre 1823

Poiché il libretto non fu approvato dalla censura fino all'agosto 1823, Schubert dovette apportare alcune piccole modifiche al materiale già composto.

## Storia dell'esecuzione
Il 7 maggio 1835 (sette anni dopo la morte di Schubert), al Theater in der Josefstadt, Vienna, fu messa in scena una versione da concerto di diversi numeri. L'opera è generalmente considerata affetta da un libretto estremamente debole. La sua prima esecuzione completa non fu fino al 1897, nonostante "molta musica magnifica nella partitura di Schubert", quando fu data all'Hoftheater Karlsruhe sotto la direzione di Felix Mottl. Lo spettacolo del 1897 fu curato da Mottl per i gusti dell'epoca, con il risultato che alcune scene vennero tagliate ed inseriti intermezzi di balletto durante lo spettacolo.
Nel XX secolo l'opera ebbe una trasmissione radiofonica da Bruxelles il 14 gennaio 1926. Un concerto a Londra del 6 novembre 1938 conteneva estratti dell'opera. Una versione ridotta dell'opera fu eseguita in una trasmissione radiofonica del 1959 da Berna e successivamente pubblicata su disco. La prima esibizione britannica fu una trasmissione di BBC Radio 3 il 10 aprile 1971.
Versioni da concerto dell'opera furono presentate nel 1978 a Perugia e nel 1980 ad Aquisgrana e, nei primi anni Ottanta si tenne una messa in scena di un revival (presumibilmente della versione di Mottl) a Filadelfia, Augusta ed Hermance. Nel 1988 Claudio Abbado diresse le rappresentazioni di una messa in scena completa dell'opera, probabilmente le prime rappresentazioni che utilizzavano tutta la musica di Schubert, al Theater an der Wien, che costituì la base della prima registrazione completa dell'opera.

## Ruoli
| Ruolo                           | Registro vocale | Cast della prima, 9 febbraio 1897 Direttore: Felix Mottl |
| ------------------------------- | --------------- | -------------------------------------------------------- |
| Karl, King of the Franks        | basso           | Philler                                                  |
| Emma, his daughter              | soprano         | Henriette Mottl-Standhartner                             |
| Eginhard, one of Karl's knights | tenore          | Hermann Rosenberg                                        |
| Roland, one of Karl's knights   | baritono        | Hans Pokorny                                             |
| Ogier, one of Karl's knights    | tenore          | Wilhelm Guggenbühler                                     |
| Boland, Moorish leader          | baritono        | Fritz Plank                                              |
| Fierrabras, Boland's son        | tenore          | Emil Gerhäuser                                           |
| Florinda, Boland's daughter     | soprano         | Pauline Mailhac                                          |
| Maragond                        | soprano         | Christine Friedlein                                      |
| Brutamonte                      | basso           | Carl Nebe                                                |
| Dame, cavalieri, soldati        |                 |                                                          |

## Trama

### Atto 1
Emma, la figlia del re Carlo (Carlo Magno, dal nome tedesco di Carlo Magno, Karl der Große), è innamorata di Eginhard. Il loro amore deve essere tenuto segreto poiché Karl non approva. I cavalieri di Carlo, guidati da Roland, hanno sconfitto i Mori e catturato Fierrabras, il figlio del principe moresco Boland. Karl non imprigiona Fierrabras. Quando vengono portati al castello di Karl, Fierrabras spia Emma e la riconosce come qualcuna di cui si è innamorato a Roma. Eginhard ed Emma si incontrano di notte in giardino, ma vengono interrotti da Fierrabras. Gli innamorati implorano Fierrabras di proteggere Eginhard da Karl. Fierrabras è d'accordo ed Eginhard riesce a fuggire. Il re si avvicina e, pensando che Fierrabras stia cercando di rapire Emma, lo mette in catene. Al termine dell'atto, Eginhard e i cavalieri si preparano a partire.

### Atto 2
Eginhard (senza chiarire la questione riguardante Emma e Fierrabras) è stato inviato da Boland con Roland e gli altri cavalieri di Karl per colloqui di pace. I Mori sorprendono Eginhard, lo catturano e lo portano al castello moresco, dove Boland e sua figlia Florinda sono preoccupati per il destino di Fierrabras. Eginhard li informa della prigionia di Fierrabras. Il resto dei cavalieri di Karl arriva per i colloqui di pace. Boland, sconvolto dalla prigionia di Fierrabras, li prende prigionieri e li condanna a morte. Tra i cavalieri, sua figlia Florinda riconosce Rolando, (di cui si era innamorata mentre era a Roma) e decide di provare ad aiutarli. Riesce a liberare Eginhard e, dopo un breve intermezzo con Roland, libera i cavalieri dalla prigione del castello. I cavalieri, dopo la battaglia in cui Roland viene catturato, vengono riportati alla prigione, dove Boland è sconvolto dal comportamento di Florinda.

### Atto 3
Emma, che sta aspettando il ritorno di Eginhard, confessa a suo padre che Fierrabras è innocente e che lei ed Eginhard sono innamorati. Karl libera Fierrabras e partono con Eginhard per andare al castello moresco per liberare i cavalieri imprigionati. I cavalieri vengono condotti alla pira delle esecuzioni. Florinda supplica Boland di risparmiare Roland. Con rabbia, Boland dice che se ama Roland, può morire con lui. Karl, Eginhard e Fierrabras arrivano giusto in tempo per fermare le esecuzioni e convincere Boland a liberare i cavalieri. Karl e Boland fanno pace e permettono a Roland e Florinda di sposarsi, così come a Eginhard ed Emma. Fierrabras si unisce ai cavalieri di Karl.

## Incisioni
- 1959 – Myto MCD 89001: Otto von Rohr, Sieglinde Kahmann, Raymond Wolansky, Hans Ulrich Mielsch, Fritz Wunderlich, Rudo Timper, Hetty Plümacher, Melanie Geissler, Manfred Röhrl; Südfunk-Chor; Radio Bern Chamber Chorus; Bern State Orchestra; Hans Müller-Kray, direttore (molto abbreviata, da una trasmissione radiofonica)[11]
- 16 settembre 1978, live a Perugia – House of Opera CDR 25247: Gabriel Chmura/Rinaldi/Cortez/Orth/Werner Hollweg/Schramm/Hillebrand
- 8-23 maggio 1988, live* – Deutsche Grammophon 427 341-2 (2-CD set): Robert Holl, Karita Mattila, Thomas Hampson, Robert Gambill, Josef Protschka, László Polgár, Cheryl Studer, Brigitte Balleys, Hartmut Welker; Arnold Schoenberg Choir; Chamber Orchestra of Europe; Claudio Abbado, direttore (prima registrazione essenzialmente completa;[13] *Il contributo di Cheryl Studer è stato un doppiaggio in studio, poiché non aveva cantato dal vivo)
- 2002, Zurich – Premiere Opera DVD 8907: Welser-Möst/Kozlowska/Chuchrova/Strehl/Kaufmann/Volle/Polgár
- 2006 – EMI Classics 00969 (DVD): Jonas Kaufmann, Juliane Banse, Christoph Strehl, László Polgár, Guido Gotzen, Franz Welser-Möst, direttore, Claus Guth, regista, Coro e Orchestra della Opernhaus Zürich
- 2014 – C Major Archiviato il 30 ottobre 2020 in Internet Archive. 730804 (Blu-Ray): Festival di Salisburgo; Georg Zeppenfeld, Julia Kleiter, Markus Werba, Franz Gruber; Vienna Philharmonic, Ingo Metzmacher, direttore; Peter Stein, regista

### Approfondimenti
- Casaglia, Gherardo (2005), "Fierrabras, 9 February 1897". L'Almanacco di Gherardo Casaglia (in Italiano).
- George Lowell Austin, The Life of Franz Schubert, Shepard and Gill, 1873,  pp. 76-78.
- Amanda Holden (a cura di), The Penguin Opera Guide, Penguin, 1995, ISBN 0-14-025131-6.
- Liane Speidel, Franz Schubert – ein Opernkomponist? Am Beispiel des "Fierrabras" (Wiener Schriften zur Stilkunde und Aufführungspraxis), Vienna, Pubblicato come tesi con il suo nome da nubile L. Redenbacher: Perché Franz Schubert non ha avuto successo come compositore d'opera? un'analisi usando l'esempio di Fierrabras. Vienna 2007, 2012.